# سحلية
السَحَالِي (المفرد: سِحْلِيَّة) أو العَظَاء (المفرد: عَظَاءَة) (باللاتينية: Lacertilia) هي رتيبة من الزواحف تتبع طائفة العظايا الحرشفية من شعبة الحبليات
وهي زواحف قريبة الصلة بالأفاعي. وبعضها ـ مثل الأفاعي ـ لا أرجل له، بينما يشبه بعضها الأفاعي لحد ما ولكن له أرجل، أما السحالي كبيرة الحجم فهي أكثر شبها بالتماسيح. تتباين السحالي فيما بينها في الحجم والشكل واللون، ولديها طرق عديدة للتنقل وللدفاع عن النفس. ولقد تعرّف العلماء على أكثر من 3,750 نوعاً مختلفًا من السحالي، وهنالك أكثر من 500 نوع تعيش في قارة إستراليا. تعد السحالي من الحيوانات الفقارية التي يغطي جسمها قشور جذورها من البشرة بين القشور يظل الجلد رفيعا ولينا.
تكبر القشور عند الرأس وتكون شفرة طويلة على البطن. لا يمكن انتزاع تلك القشور الواحدة تلو الأخرى. دورياً ينزع هذا الجلد على مراحل. وهو ما يعرف بانسلاخ السحلية.
أن السحلية حيوان ذو حرارة متغيرة (ذوات الدم البارد)، تفضل الأماكن الجافة والمشمسة جداً. لا تكون السحلية رشيقة إلا عندما يكون جسمها ساخنا، وحين تنخفض درجة الحرارة ويبرد الجسم يخمل الحيوان. في الشتاء لا تستطيع السحالي الحركة ولا الأكل ويعيش في حالة كمون.
الرأس بها فتحات الأنف في الطرف. أما الأعين فتحميهم جفون متحركة، وخلف كل واحدة يصفو الجلد ويتمدد ليكون الطبلة. الفم الواسع يسمح بمرور لسان رفيع متشعب من خلال فتحة في الشفة العلوية. أما الأسنان فهي عديدة وأصغر من أن تسمح له بمضغ فرائسه التي يبتلعها كاملة.
الجسم رفيع ورشيق. ينتهي بذيل طويل.

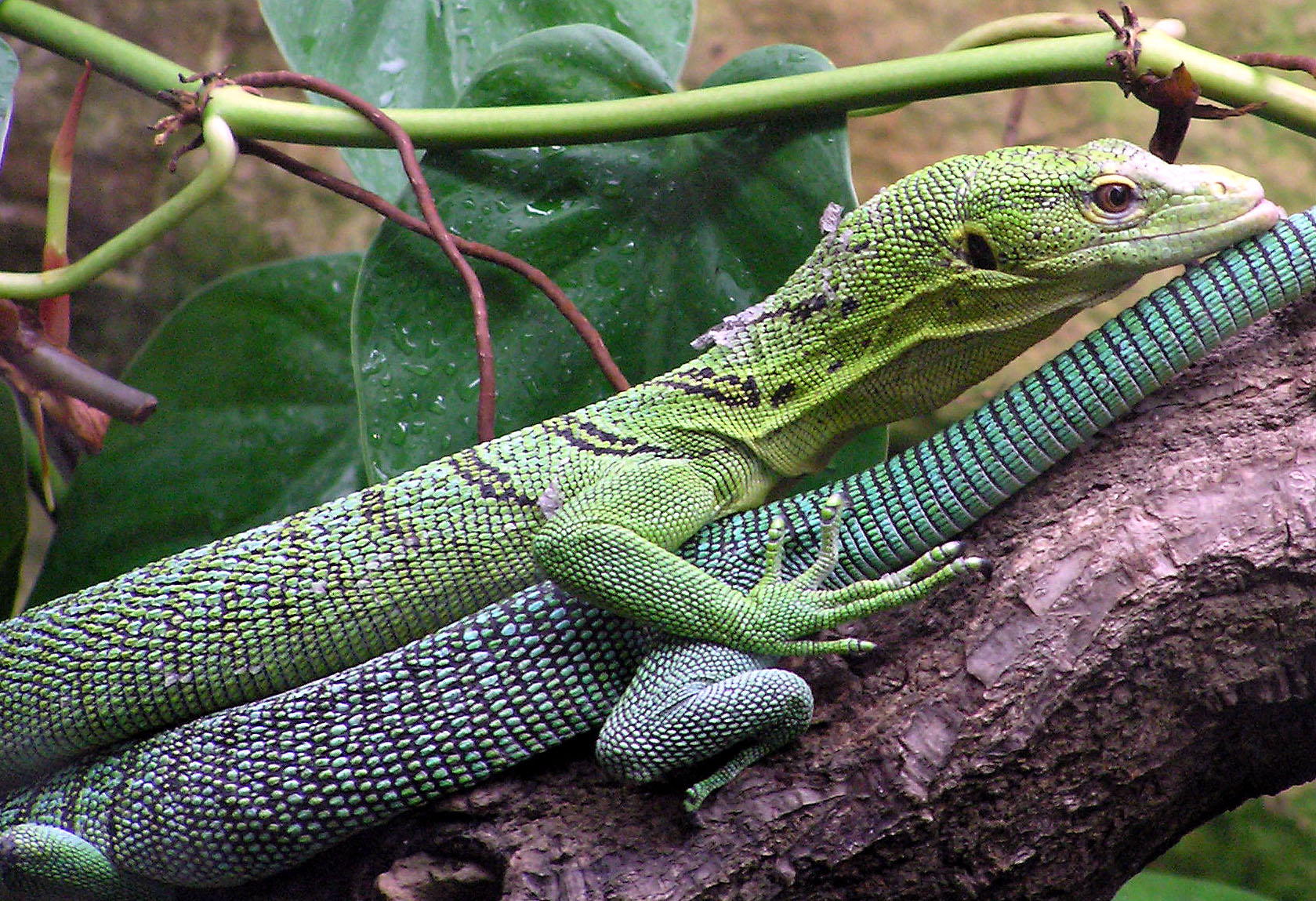
السحلية

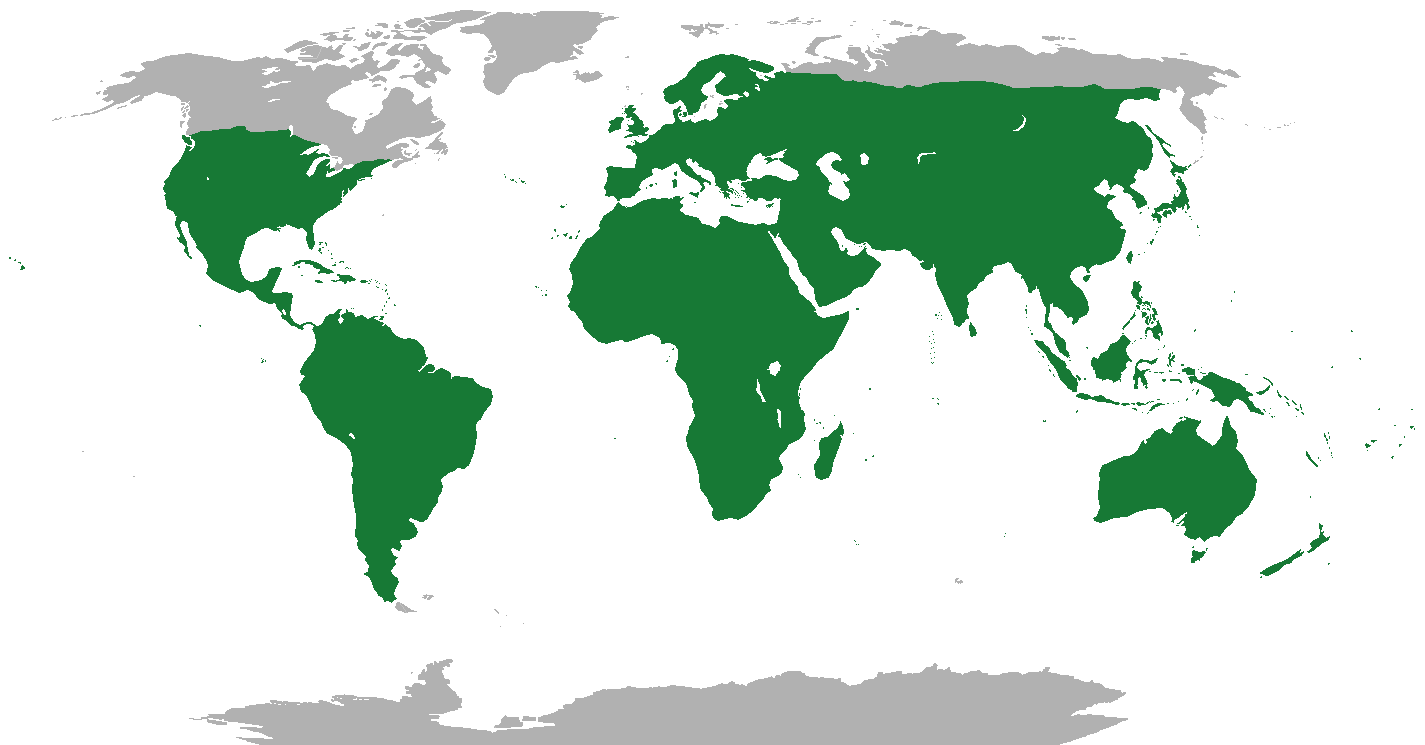
انتشار الحيوان

عند الإمساك بسحلية من ذيلها فإنها تصارع وتنفصل بإرادتها عن ذيلها وذلك بكسره عند مستوى منطقة ضعيفة.
ظاهرة البتر الذاتي تتبعها عادة عملية تجديد لا تحدث إلا مرة واحدة.
للسحالي قوائم قصيرة متصلة بجوانب الجسم ولا تستطيع سند الحيوان الذي يلامس الأرض.
تنتهي كل واحدة بخمسة أصابع طويلة متفرقة تحمل مخالب حادة مفيدة جداً للتعلق. حركة السحلية تكون على شكل تموجات تقوم بها بمساعدة قوائمها وبطنها وذيلها. السحلية من فصيلة القناص آكل اللحوم: تتغذى على الحشرات، العناكب، الدود، تختلف السحلية عن الضفدع فهي تملك تنفس رئوي فقط لكونها طوال حياتها تتنفس الهواء. في الربيع بعد التزاوج، تضع الأنثى من خمسة إلى عشرة بيضات في حفرة تحفرها بنفسها في الأرض ثم تسدها.
سحلية الحائط حيوان يبيض. وليس للبيض قشرة صلبة ولكنها محاطة بغشاء يشبه الورق.
لا ترقد الأنثى على البيض. إن حرارة الصيف هي التي تجعله يفقس في خلال ستة إلى ثمانية أسابيع. منذ الخروج من البيض، تصطاد السحلية الصغيرة الحشرات لتتغذى عليها. بعض أنواع السحالي تحتضن البيض بداخلها. وهي تعيش لعدة سنوات.

## علم وظائف الأعضاء
يعد مدى النظر أمر مهما لمعظم السحالي، وذلك لتحديد مكان الفريسة ولأغراض أخرى كالاتصال. تملك السحالي قدرة نظر حادة. تعتمد أغلبية السحالي على لغة الجسم عبر استخدامها لوضعيات أو إيماءات أو حركات محددة لتحديد الموقع، أو لتسوية النزاعات وغير ذلك.

## العلاقة مع البشر
علاقة الزواحف مع البشر بعض الناس يعرفون كيفية التعامل مع هذه الحيوانات والبعض يربونها ولكن البعض الآخر يكره الزواحف ويعتقد أن كل أنواعها سامة ويقتلها وخصوصا تلك الزواحف التي تعيش في المدن .

## الدفاع عن النفس
تُدافع السحالي عن أنفسها بطرق شتى متباينة، حيث تُخادع بعض السحالي ـ مثل بعض الثعابين ـ للدفاع عن أنفسها، فيبتر كثير منها ذيله إذا ما هُوجم، ويستمر ذلك الذيل المبتور في التلوي لمدة بعد بتره مما يشغل الحيوان المفترس المهاجم لها ـ أو أي عدو آخر ـ برهة تمكنها من الهروب.
ومن طرق الخداع الشائعة للدفاع عن النفس، التي تستخدمها السحالي، الانتفاخ والفحيح والضرب بالذيل، وتعتبر السحلية الإسترالية ذات الأغشية أكثر السحالي استعمالاً للخداع كوسيلة للدفاع عن النفس، حيث أنها ترتكز على أرجلها الخلفية وتُبْرِزُ غشاءً كبيرًا من الجلد حول عنقها، ثم تفتح فمها مصدرة فحيحًا شبيهًا بفحيح الأفاعي، وبذلك تبدو أكبر من حجمها بمرات عديدة. وبالإضافة إلى ذلك تَكْتَسبُ منظرًا شرسًا مخيفًا عكس حالها الطبيعي، بينما يبلغ طول أكبر تلك السحالي حوالي 80 سم فقط. ويخيف السقنقور الإسترالي أزرق اللسان أعدائه من المفترسات بإظهار لسانه الأزرق الفاقع اللون.
ليست كل أنواع السحالي مقاتلة بالخداع فقط، بل تستعمل الأَوْرال وأقاربها فكوكها الضخمة للعض، وأذيالها القوية للضرب المبرح، ولكن على عكس الثعابين فإن القليل جدًا من السحالي سام. يوجد نوعان فقط من السحالي السامة هما: الهيلية وهي سحلية توجد في جنوب غربي الولايات المتحدة الأمريكية وشمالي المكسيك وقريبتها السحلية المُخَرَّزة المكسيكية.
لدى السحالي الصحراوية ذات القرون خاصية غريبة في الدفاع عن النفس، حيث باستطاعتها قذف تيار رقيق من الدم من عينيها لمسافة تبلغ المتر تقريبا حينما تُهاجم، كما تَمنْحها الأشواك الحادة الموجودة علي رأسها وظهرها مزيدًا من الحماية. ويسمي كثير من الناس السحالي المزودة بتلك القرون العلاجيم المقرنة، وذلك لتشابه أجسامها المفلطحة بأجسام العلاجيم.
تَشْتهر الحرباء الإفريقية بتغيير لونها حسب لون الوسط المحيط، ولكثير من السحالي تلك الخاصية نفسها التي يعتبرها كثير من الناس وسيلة للدفاع عن النفس، ولكنها لا تُسْتَعْمَلُ لذلك في كل الأوقات، حيث تستعمل بعض السحالي الصحراوية خاصية تغيير اللون لتكسب جسمها لونًا داكنًا يُمَكِّنُها من امتصاص أكبر قدر ممكن من الحرارة من أشعة الشمس، خاصّة في الصباح الباكر، وذلك لرفع درجة حرارة جسمها بسرعة لتتمكن من النشاط والحركة بحثًا عن غذائها قبل اشتداد حرارة الجو في وسط النهار. وعموما تتمتع غالبية السحالي الصحراوية بلون باهت، بينما غالبية السحالي التي تعيش في الغابات ذات لون داكن. وتتميز أنواع السحالي المختلفة بتباين تراكيبها اللونية من الأخضر والأحمر والرمادي والبني والأبيض والأسود.

## التكاثر
تجْذب ذكور سحالي الأنول التي تعيش في المناطق المدارية الأمريكية إناثها للتزاوج بتحريك الرأس إلى أعلى وأسفل عدة مرات، وفي الوقت نفسه تُظْهِرُ الغَبَب الزاهي الألوان (امتداد جلدي يمتد أسفل العنق من الذقن إلى بداية الصدر). ويعتمد الوزغ والطول في جذب الأنثى للتزاوج على حاسة الشم الجيدة لدى كل منهما، حيث تُفْرِزُ الأنثى المهيَّأة للتزاوج من تلك الحيوانات الهورمونات (مراسيل كيميائية) تلتقطها أنوف الذكور الحساسة فتأتي سريعًا للتزاوج مع تلك الإناث. غالبية السحالي بيَّاضة، ويضع بعضها البيض في أعشاش بسيطة، وتلتف أنثى السقنقور حول بيضها لتحميه من الأعداء، وإذا حدث وتفرَّق بيضها، فهي تجمعه مرة أخرى في كتلة واحدة.
بعض السحالي يلد صغارًا بعد فقس البيض داخل جسم الأنثى، بينما يتم التكاثر في بعض أنواع السحالي الأخرى بطريقة تُشبه التكاثر في الثدييات، حيث تحصل صغارها على الغذاء من جسم الأم أثناء تكوينها، وتلد صغارها مثل الثدييات ولكنها بخلاف إناث الثدييات، لا ترعى صغارها ولا تغذيهم بعد الولادة.
ولبعض أنواع السحالي السوطية الذيل التي تعيش في قارة أمريكا الشمالية وبعض أنواع العظايات الأوروبية إناث فقط تضع بيضًا غير مخصب يفقس إناثًا فقط. ويسمَّى هذا النوع من التكاثر التكاثر العُذري وهو أكثر شيوعاً بين الحشرات.

## الغذاء
تتبع السحالي طرقًا للتغذية أقل أهمية من الطرق التي تتبعها الأفاعي، ولكن ـ بخلاف الأفاعي ـ يتغذى بعضها بالنباتات لا الحيوانات. تتغذى سحالي الإِجوانة البحرية في جزر الجلاباجوس الشهيرة الواقعة في المحيط الهادئ قرب ساحل الإكوادور، على الطحالب البحرية التي تنمو على الصخور حيث تجمعها عند حدوث الجزر المنخفض. وتتغذى مئات من أنواع السحالي بالحشرات والحيوانات الصغيرة. وغالبية السحالي لا تقصر غذائها على نوع واحد دون الآخر. حيث تلتهم بعض أنواع السقنقور الأسترالية غذاء متنوعًا يحتوي على القواقع والديدان وبذور النباتات. وتعتمد بعض السحالي مثل الحرباء الإفريقية على صيد الحشرات بلسانها المغطى بطبقة مخاطية سميكة، وذلك بقذفه لمسافةٍ نحو الحشرة لتلتصق بطبقته المخاطية. ويمسك بعض أنواع السحالي فريسته بفكّيه ويبتلعها مباشرة عندما تتوقف عن المقاومة.

## التصنيف

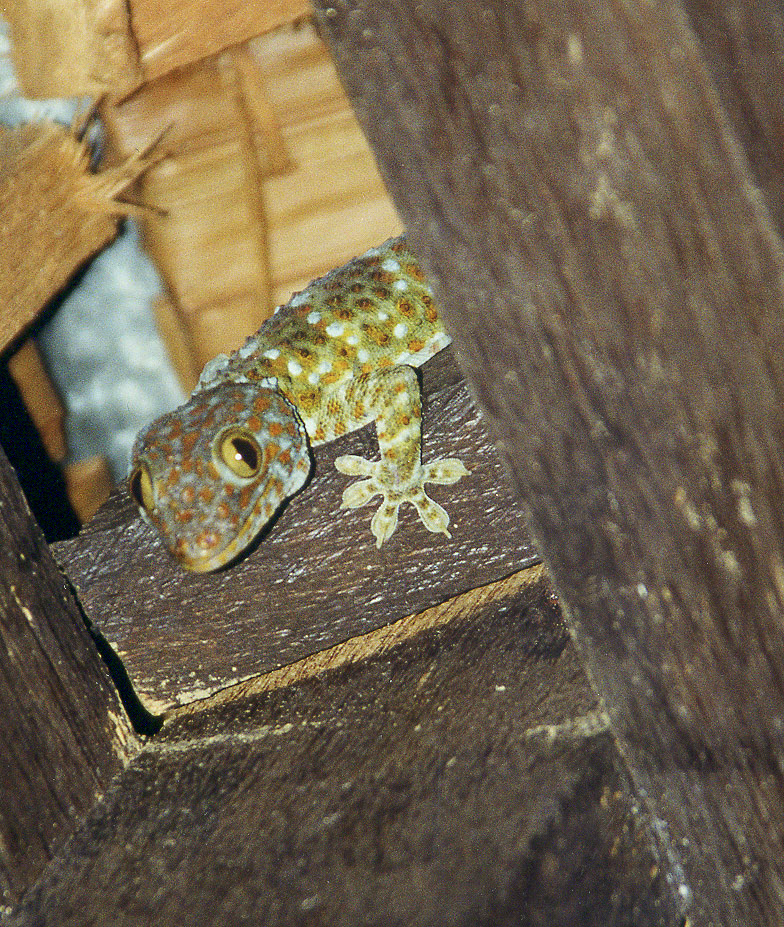
Gekko gecko in Thailand

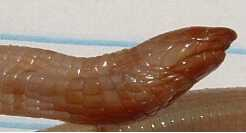
Close-up of the head of the legless fossorial سحالي دودية مفلطحات الأنف

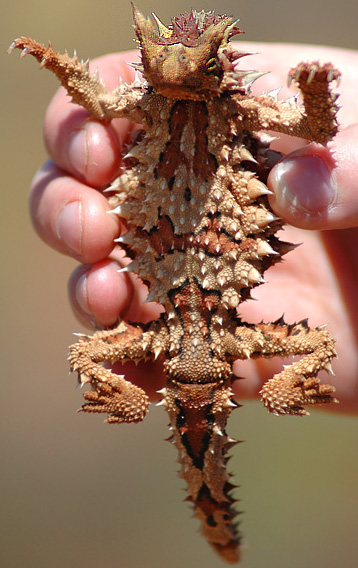
Underside of a الشيطان الشائك, an agamid, Western Australia

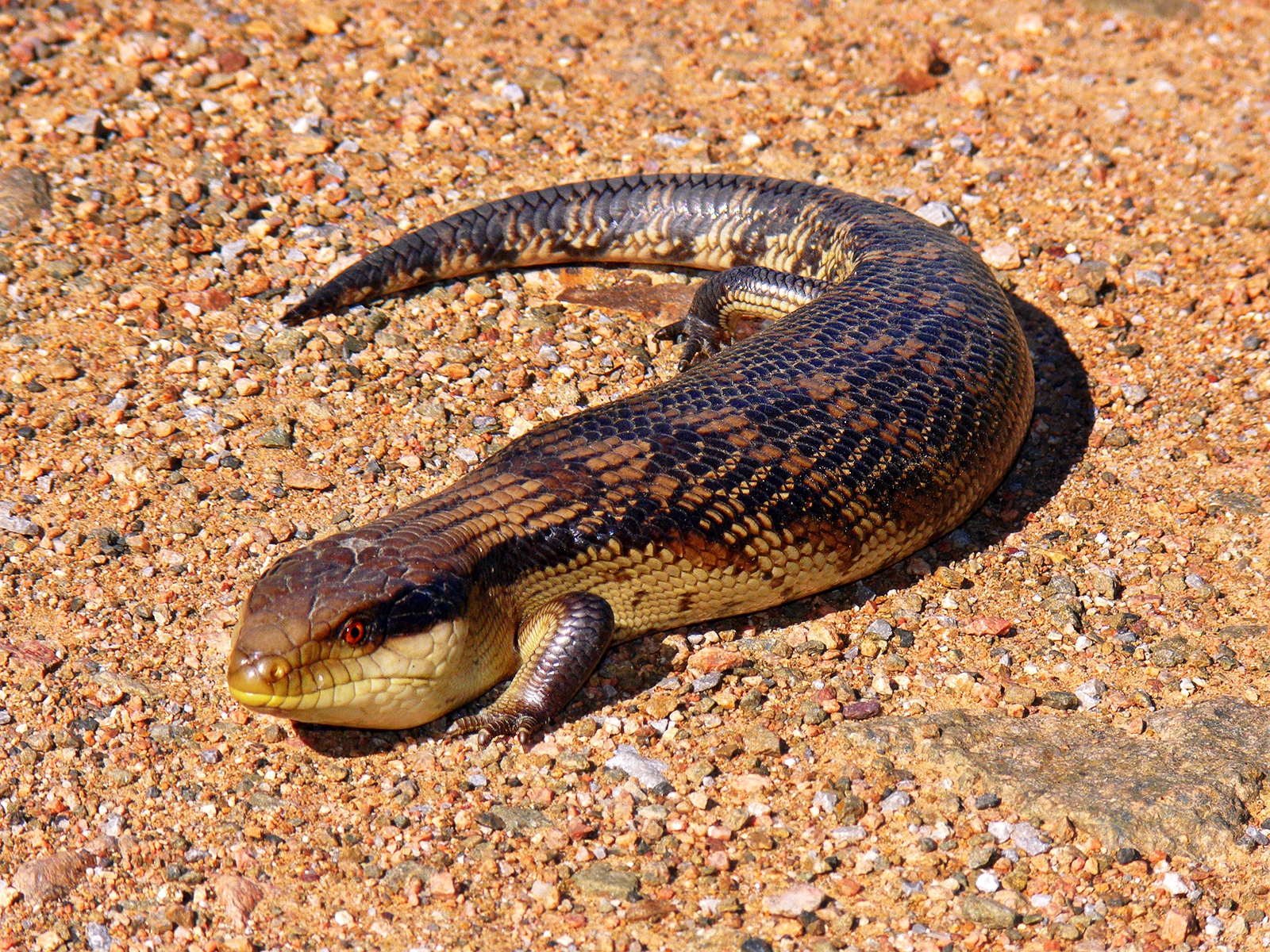
The Eastern blue-tongued lizard, a scincomorph

- تحت رتبة إغوانيات
  - الإغوانية
    - الإغواناوات
      - الإغوانة
- الوزغية
- تحت رتبة سحالي دودية وأشباهها
- سحالي دودية
- البلانوسية

## وصلات خارجية
- Peter Uetz & Jakob Hallermann - The Reptile Database - Sauria - Website
- The Lizard Lounge - Lizards Library - Website
- Animal Diversity Web - Reptiles - Website
- Exotic Pet Veterinarian - Website
- Melissa Kaplan - Reptile Skin Basics Construction, Infections, and Color - Website
- Lizards at Bushy Park Wetlands - Website
- Australian Museum Online - Frequently asked questions - Reptiles - Website
- How Stuff Works - Lizard - Website